# Entartete Kunst

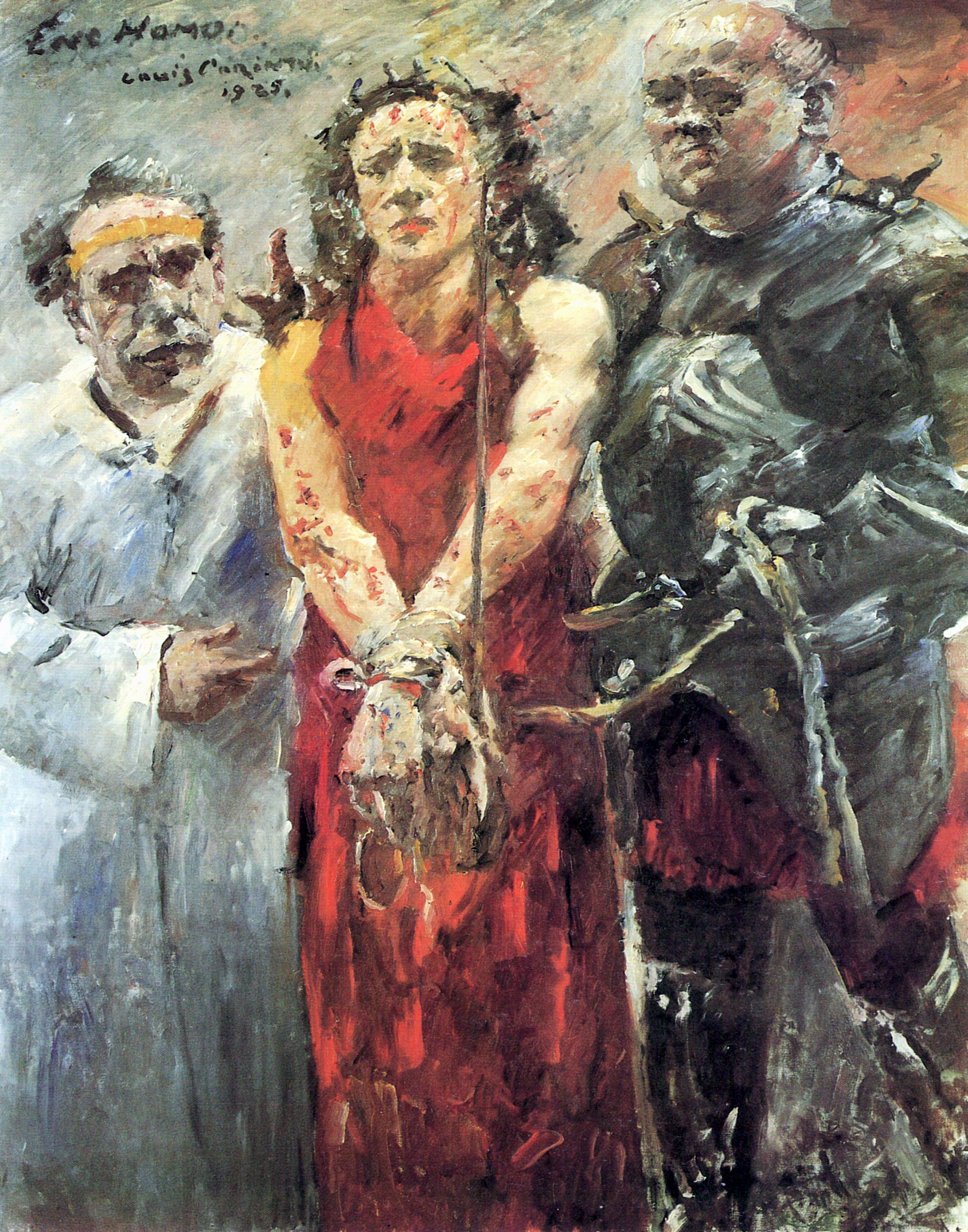
„Entartete Kunst“: Ecce Homo von Lovis Corinth, 1925

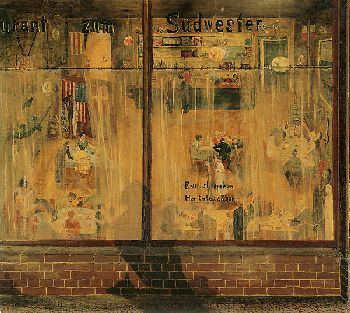
Hafenkneipe von Joachim Ringelnatz, 1933

Entartete Kunst war während der nationalsozialistischen Diktatur in Deutschland der offiziell propagierte Begriff für die mit rassentheoretischen Begründungen diffamierte Moderne Kunst. Der Begriff Entartung wurde Ende des 19. Jahrhunderts von der Medizin auf die Kunst übertragen und meint damit degeneriert.
Als „entartete Kunst“ galten im NS-Regime alle Kunstwerke und kulturellen Strömungen, die mit der Kunstauffassung und dem Schönheitsideal der Nationalsozialisten, der sogenannten Deutschen Kunst, nicht in Einklang zu bringen waren: Expressionismus, Dadaismus, Neue Sachlichkeit, Surrealismus, Kubismus oder Fauvismus. Darüber hinaus wurden alle Werke von Künstlern mit jüdischem Hintergrund als entartet bewertet.

## Entstehung des Begriffs „Entartete Kunst“
Das Wort „entartet“ stammt ursprünglich aus dem Mittelhochdeutschen, wo es die Bedeutung „aus der Art geschlagen“ hatte. Im 19. Jahrhundert wurde der Begriff erstmals im abwertenden Zusammenhang benutzt, als der Romantiker Friedrich Schlegel in Bezug auf die Dichtung der Spätantike von „entarteter Kunst“ schrieb. Der französische Diplomat und Schriftsteller Arthur de Gobineau verwendete 1853 den Begriff in seinem Essai sur l’inégalité des races humaines erstmals in rassisch abwertendem Sinn, jedoch ohne antisemitische oder deutschnationale Konnotationen. Karl Ludwig Schemann, der Gobineaus Werk ins Deutsche übersetzte und zwischen 1898 und 1901 veröffentlichte, war Mitglied des Alldeutschen Verbandes.
Richard Wagner veröffentlichte 1850 den Artikel Das Judenthum in der Musik, in dem er den Einfluss des Judentums in der Musik anprangerte und die jüdische Emanzipation im Sinne der Aufgabe des Judentums forderte. Wagner veröffentlichte weitere theoretische Schriften, in denen er sich auch mit anderen Kunstgattungen befasste und die zum Teil kontrovers aufgenommen wurden. 1892/93 publizierte der jüdische Kulturkritiker Max Nordau sein Werk Entartung, in dem er nachzuweisen versuchte, dass die Entartung der Kunst auf die Entartung der Künstler zurückgeführt werden kann. In Anknüpfung an Nietzsches Kritik der décadence brandmarkte Nordau fast alle literarischen Strömungen vom Symbolismus bis zum Naturalismus als Ausdruck einer Degenerationserkrankung. Seine Hauptangriffe gelten den Präraffaeliten in der Malerei, Wagner in der Musik sowie Verlaine, Mallarmé, Moréas, Baudelaire, Gautier, Wilde und Ibsen in der Dichtung.
Bereits vor dem Ersten Weltkrieg wurde der Begriff im Zusammenhang mit der bildenden Kunst verwendet, so etwa in einer Rede des Abgeordneten Julius Vorster am 12. April 1913 im Preußischen Abgeordnetenhaus, als er sich unter Bezug auf eine Sonderbund-Ausstellung über eines der bekanntesten Gemälde von Franz Marc (Die gelbe Kuh) echauffierte:

„Denn, meine Herren, wir haben es hier mit einer Richtung zu tun, die von meinem Laienstandpunkt aus eine Entartung bedeutet, eins der Symptome einer krankhaften Zeit.“

## Nationalsozialisten gegen Moderne Kunst

### Diffamierung aller Formen moderner Kunst
Die Nationalsozialisten entwickelten ein gesondertes Kunstideal einer Deutschen Kunst und verfolgten die von ihnen so bezeichnete „Verfallskunst“ und „artfremde“ Kunst, die nicht den nationalsozialistischen Idealen entsprach und von Pessimismus und Pazifismus geprägt sei. Kommunistische oder jüdische Künstler wurden mit Berufs- und Malverboten belegt, ihre Kunstwerke wurden aus Museen und öffentlichen Sammlungen entfernt und konfisziert. Vertreter „entarteter Kunst“ wurden zur Emigration gezwungen oder ermordet.
Es gab drei konsequente Diffamierungs-Maßnahmen der NS-Kulturpolitik: Bücherverbrennung im Mai 1933 in Berlin und 21 weiteren Städten sowie nach dem Anschluss Österreichs 1938 auch dort, Verfolgung der Maler und ihrer „entarteten Kunst“ und Verfolgung der „entarteten Musik“ an den Reichsmusiktagen 1938 in Düsseldorf.
Infolge des Gesetzes zur Wiederherstellung des Berufsbeamtentums vom 7. April 1933 wurden jüdische, kommunistische und weitere unerwünschte Künstler aus öffentlichen Ämtern gewaltsam entfernt. Mit der Bücherverbrennung am 10. Mai 1933 und Joseph Goebbels’ Rede auf dem Berliner Opernplatz wurde bereits in den ersten Monaten nach der Machtübernahme der Nationalsozialisten deutlich, dass die Vielfalt des Kunstschaffens der Weimarer Republik unwiderruflich zu Ende war.
Der Vernichtungsangriff auf die Moderne und ihre Protagonisten betraf alle Sparten der Kultur wie Literatur, Filmkunst, Theater, Architektur oder Musik. Moderne Musik wie der Swing oder der Jazz wurde auf der am 24. Mai 1938 eröffneten Ausstellung „Entartete Musik“ ebenso rücksichtslos diffamiert wie der „Musikbolschewismus“ von international bekannten Komponisten wie Hanns Eisler, Paul Hindemith oder Arnold Schönberg, von denen die meisten überdies auch jüdischer Herkunft waren. In der Folge erschien ab 1940 das berüchtigte Lexikon der Juden in der Musik.

### 1930–1936

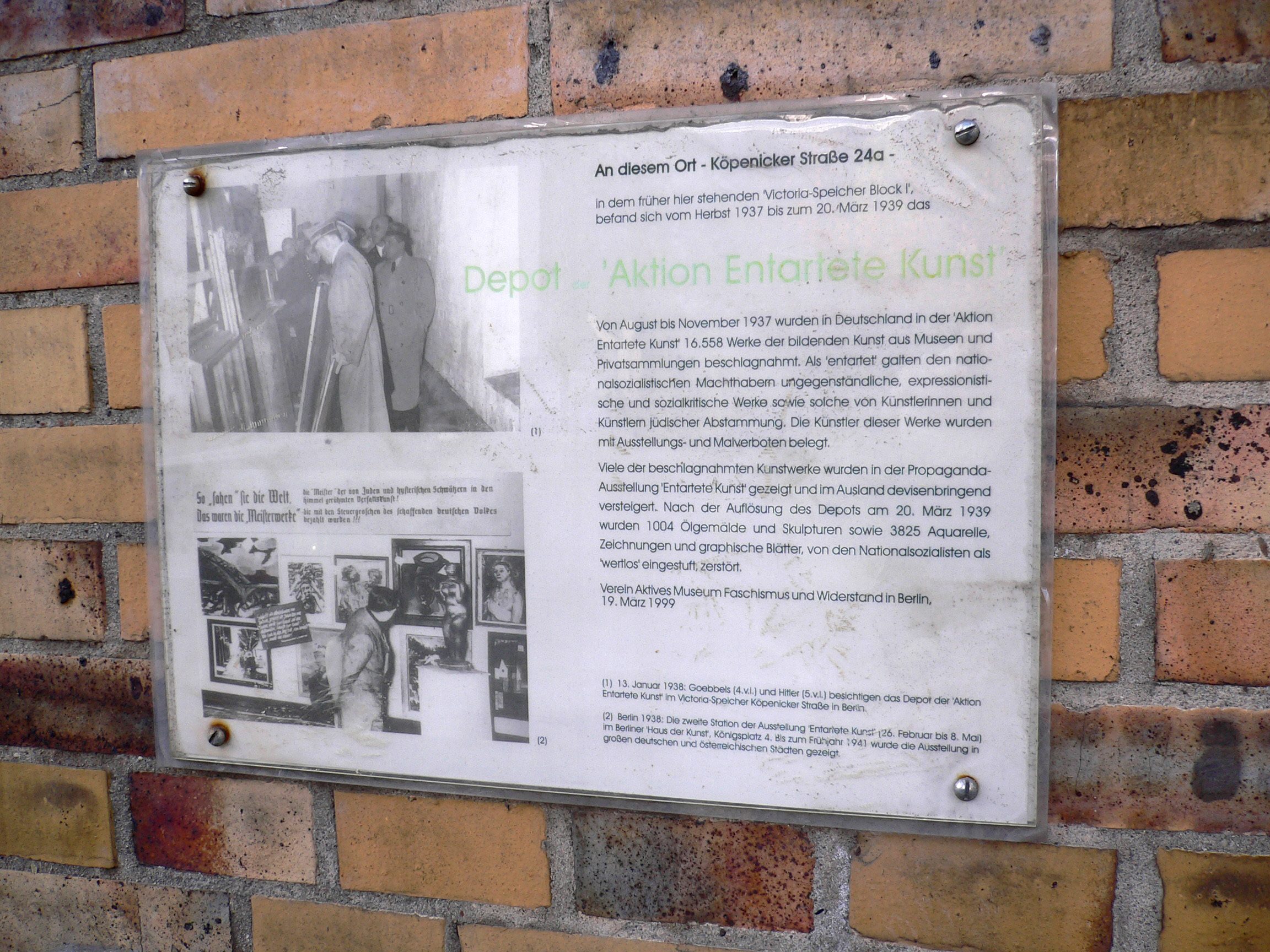
Gedenktafel in der Köpenicker Straße in Berlin vor einem ehemaligen Depot für „Entartete Kunst“

Der vom NS-Volksbildungsminister Thüringens Wilhelm Frick bewirkte Erlass „Wider die Negerkultur für deutsches Volkstum“ (5. April 1930), der sich gegen die moderne Kunst richtete, war der Ausgangspunkt des Angriffes auf als „undeutsch“ definierte Einflüsse in der Kunst. Dies führte im Oktober 1930 zur Überstreichung von Oskar Schlemmers Wandgestaltung der Weimarer Werkstattgebäude. Weiter betrieb Frick die Auflösung der Weimarer Bauhausschule und entließ die Lehrerschaft. Er berief Paul Schultze-Naumburg, einen führenden Vertreter einer rechtskonservativen Bau- und Kulturideologie, zum Direktor der neugegründeten Vereinigten Kunstlehranstalten Weimar. Unter dessen Leitung wurden im Weimarer Schlossmuseum Werke von Ernst Barlach, Charles Crodel, Otto Dix, Erich Heckel, Oskar Kokoschka, Franz Marc, Emil Nolde, Karl Schmidt-Rottluff und anderen entfernt. Zwar wurde Minister Frick am 1. April 1931 das Vertrauen des Thüringischen Landtages entzogen, doch die Landtagswahlen vom 31. Juli 1932 brachten der NS-Fraktion die absolute Mehrheit und öffneten den Zugriff von Weimar auf Berlin, was konsequenterweise dazu führte, dass exemplarisch die gerade zum Goethejahr 1932 mit Wandmalereien von Charles Crodel erneuerten Kuranlagen von Bad Lauchstädt im Sommer 1933 teils verbrannt, teils überstrichen wurden, während in Berlin ein erbitterter Richtungskampf geführt wurde, den Alfred Rosenberg im Winter 1934/1935 für sich entschied und nach den Olympischen Spielen in Berlin 1936 umsetzte. Der Künstler Emil Bartoschek malte übertrieben naturalistische Bilder, die über eine Galerie in der Berliner Friedrichstraße zahlreiche Käufer fanden, um von seiner abstrakten Malerei abzulenken, die einem kleinen Kreis vorbehalten blieb.

### 1936–1945
Auftakt der neuerlichen Verfolgungswelle war die Schließung der Neuen Abteilung der Nationalgalerie Berlin im Kronprinzenpalais am 30. Oktober 1936. Eine zweite zentrale Aktion begann 1937 auf der Grundlage eines am 27. Juli 1937 von Joseph Goebbels veröffentlichten „Führerauftrags“. Damit wurde angewiesen, „aus allen im Reichs-, Landes- und Kommunalbesitz befindlichen Museen, Galerien und Sammlungen die noch vorhandenen Produkte der Verfallszeit zu beschlagnahmen.“ In der Folge wurden Werke aus 101 Sammlungen in 74 Städten beschlagnahmt, ein großer Teil davon vernichtet.
1936 erging ein totales Verbot jeglicher Kunst der Moderne. Hunderte Kunstwerke, vor allem aus dem Bereich der Malerei, wurden aus den Museen entfernt und entweder für die Ausstellung „Entartete Kunst“ konfisziert, ins Ausland verkauft oder zerstört. Maler, Schriftsteller und Komponisten erhielten – soweit sie nicht ins Ausland emigriert waren – Arbeits- und Ausstellungsverbot. Das bereits seit 1933 bestehende Ankaufsverbot für nichtarische und moderne Kunstwerke wurde verschärft. Die schrittweise Entrechtung der jüdischen Bevölkerung hatte zur Folge, dass auch zahlreiche Kunstwerke aus deren Privatbesitz in die Hand des Staates fielen und, sofern sie als „entartet“ galten, vernichtet oder ins Ausland verkauft wurden.

### Bekannte verfemte Künstler
Unmittelbar nach der Machtübernahme durch die Nationalsozialisten gaben diese in aggressiver Weise mit polizeilich erzwungenen Ausstellungsschließungen und verbalen wie tätlichen Angriffen auf Künstler und kulturelle Vereine die Linie vor, die sie hinsichtlich der Kulturpolitik in den Folgejahren durchzusetzen gedachten. Als Reaktion darauf flohen viele Künstler in die Nachbarstaaten Deutschlands. Weitere Fluchtwellen wurden durch die Nürnberger Gesetze 1935 ausgelöst sowie durch die Diffamierung als „Entartete“ Kunst und die Novemberpogrome 1938. Beispielsweise flohen 64 Hamburger Künstler in 23 unterschiedliche Länder.
Als „entartet“ galten unter anderem die Werke von Ernst Barlach, Willi Baumeister, Max Beckmann, Karl Caspar, Maria Caspar-Filser, Marc Chagall, Giorgio de Chirico, Lovis Corinth, Otto Dix, Max Ernst, Lyonel Feininger, Otto Freundlich, Paul Gauguin, Wilhelm Geyer, Otto Griebel, George Grosz, Werner Heuser, Karl Hofer, Karl Hubbuch, Hans Jürgen Kallmann, Wassily Kandinsky, Ernst Ludwig Kirchner, Paul Klee, Oskar Kokoschka, Käthe Kollwitz, Wilhelm Lehmbruck, Elfriede Lohse-Wächtler, Gerhard Marcks, Ludwig Meidner, Paula Modersohn-Becker, Piet Mondrian, Rudolf Möller, Otto Mueller, Emil Nolde, Otto Pankok, Max Pechstein, Pablo Picasso, Christian Rohlfs, Oskar Schlemmer, Karl Schmidt-Rottluff und Werner Scholz.

### Die Ausstellung „Entartete Kunst“ in München 1937

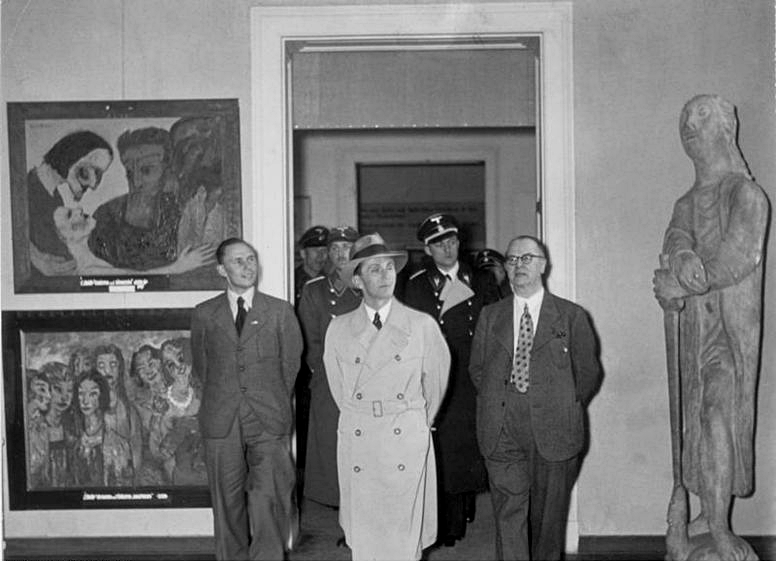
Joseph Goebbels in der Wanderausstellung „Entartete Kunst“, 1938 in Berlin. Links zwei Gemälde von Emil Nolde: Christus und die Sünderin und Die klugen und die törichten Jungfrauen, rechts eine Skulptur von Gerhard Marcks: Heiliger Georg

Handzettel zur Ausstellung 1937 in München

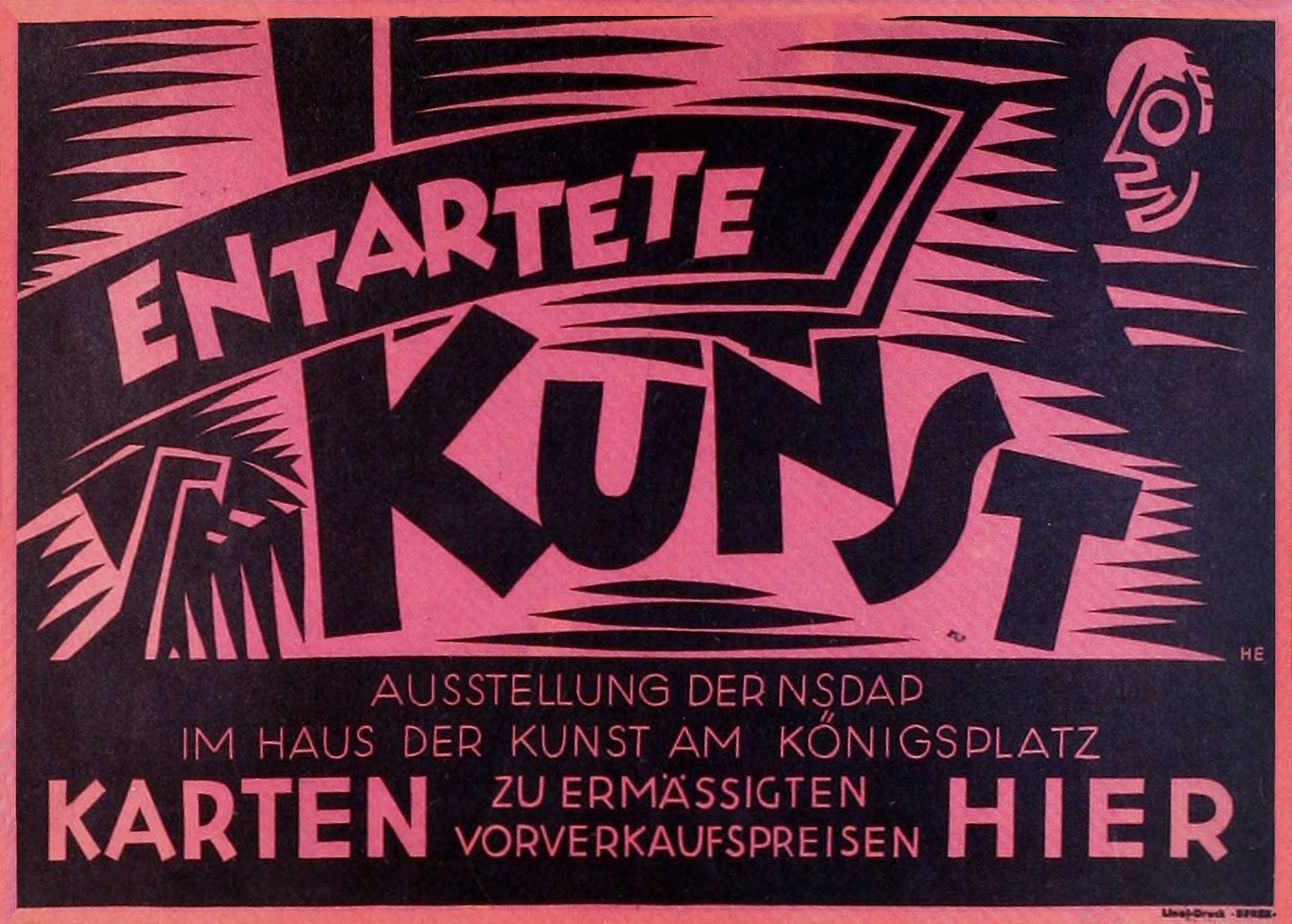
… und 1938 in Berlin

Die Ausstellung „Entartete Kunst“ wurde am 19. Juli 1937 in München in den Hofgarten-Arkaden eröffnet und zeigte 650 konfiszierte Kunstwerke aus 32 deutschen Museen. Sie wanderte reichsweit auch an andere Häuser und wurde Schulklassen und parteinahen Verbänden vorgeführt. Über zwei Millionen Besucher sahen sie. Das ist deutlich ein Vielfaches der Zuschauerzahlen als bei der zeitgleich stattfindenden Großen Deutschen Kunstausstellung im Haus der Deutschen Kunst, die von 420.000 Menschen besucht wurde. Das (propagierte) Interesse an der verspotteten Kunst war also viel größer als das an der offiziell gefeierten. Die Ausstellung wurde von Joseph Goebbels initiiert und von Adolf Ziegler, dem Präsidenten der Reichskammer der bildenden Künste, geleitet. Gleichzeitig setzte mit der Beschlagnahme von insgesamt rund 16.000 modernen Kunstwerken, die zum Teil ins Ausland verkauft oder zerstört wurden, die „Säuberung“ der deutschen Kunstsammlungen ein, wobei anscheinend aus Museen im Besitz jüdischer Sammler z. T. auch ältere Kunstwerke betroffen waren.

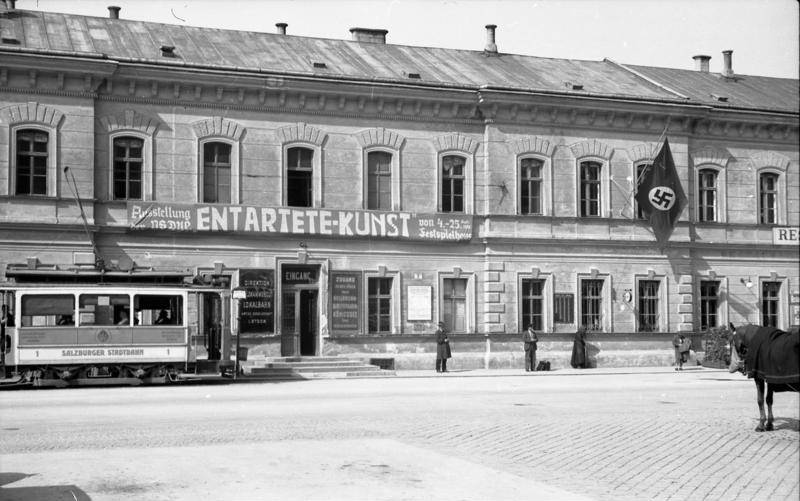
Werbung für die Ausstellung in Salzburg, August 1938

Die Ausstellung ging als Wanderausstellung durch die Großstädte des Reichs. Nach Berlin wurde sie, nach dem am 13. März 1938 verkündeten Anschluss Österreichs an das Deutsche Reich, vom 7. Mai bis 18. Juni im Wiener Künstlerhaus, vom 4. bis zum 25. August im Salzburger Festspielhaus und in Hamburg vom 11. November bis 31. Dezember 1938 gezeigt. Von Februar 1938 bis April 1941 wurde sie in folgenden (bisher bekannten) Städten gezeigt: Berlin, Leipzig, Düsseldorf, Hamburg, Frankfurt am Main, Wien, Salzburg, Stettin und Halle.
Die Ausstellung „Entartete Kunst“ setzte die Exponate mit Zeichnungen von geistig Behinderten gleich und kombinierte sie mit Fotos verkrüppelter Menschen, die bei den Besuchern Abscheu und Beklemmungen erregen sollten. So sollte der Kunstbegriff der avantgardistischen Moderne ad absurdum geführt und moderne Kunst als „entartet“ und als Verfallserscheinung verstanden werden. Diese Präsentation „kranker“, „jüdisch-bolschewistischer“ Kunst diente auch zur Legitimierung der Verfolgung „rassisch Minderwertiger“ und „politischer Gegner“.

### Beschlagnahme von Kunstwerken
Hitler ordnete am 24. Juli 1937 an, dass alle Museen und öffentlichen Ausstellungen Werke herausgeben mussten, die Ausdruck des „Kulturverfalls“ waren. Im Juli 1937 beschlagnahmte die Reichskammer der Bildenden Künste z. B. aus der Hamburger Kunsthalle 72 Gemälde, 296 Aquarelle, Pastelle und Handzeichnungen, 926 Radierungen, Holzschnitte und Lithografien sowie acht Skulpturen. Den Kunstsammlungen der Stadt Düsseldorf (heute Museum Kunstpalast) wurden mehr als 1000 Objekte entzogen. Einige Werke aus dieser Beschlagnahmewelle wurden in die oben dargestellte Wanderausstellung „Entartete Kunst“ aufgenommen. In weiteren Beschlagnahmeaktionen ab August 1937 wurden insgesamt etwa 20.000 Kunstwerke von 1400 Künstlern aus über 100 Museen entfernt. Darunter befanden sich auch Leihgaben aus Privatbesitz, wie zum Beispiel 13 Gemälde aus der Sammlung von Sophie Lissitzky-Küppers, die im Provinzialmuseum Hannover konfisziert wurden.

### Verwertung „Entarteter Kunst“

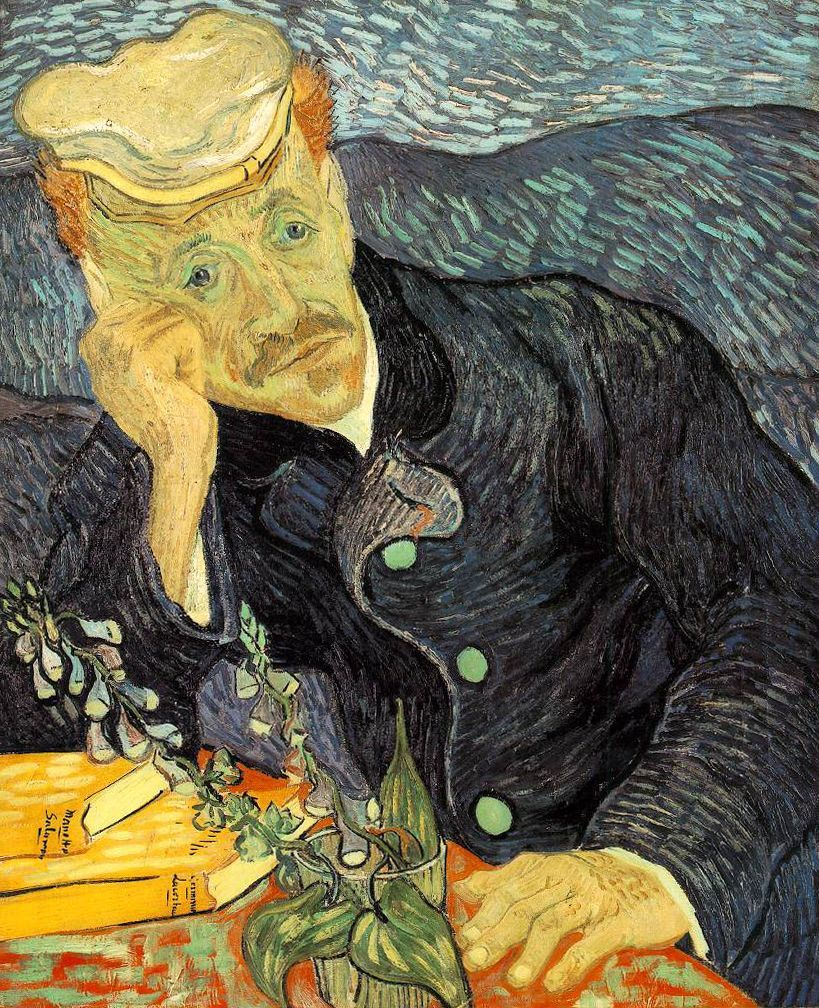
Bildnis des Dr. Gachet von Vincent van Gogh, gelangte in die Privatsammlung von Hermann Göring

Die beschlagnahmten Werke kamen in Depots in Berlin (z. B. in den Viktoria-Speicher, Köpenicker Straße) und in das Schloss Schönhausen. Die Enteignung der Museen wurde durch das Gesetz über Einziehung von Erzeugnissen entarteter Kunst nachträglich am 31. Mai 1938 legitimiert. Göring schlug einen devisenbringenden Verkauf der Kunstwerke im Ausland vor, Hitler tauschte einige gegen alte Meister. Im Hof der Hauptfeuerwache in Berlin-Kreuzberg wurden am 20. März 1939 nach offizieller Verlautbarung 1004 Gemälde und 3825 Grafiken verbrannt, manche sollen beiseitegeschafft worden sein. 125 Werke waren für eine Versteigerung in der Schweiz vorgesehen.
Eine von Göring und anderen eingesetzte Kommission zur Verwertung der Produkte entarteter Kunst schätzte die Mindestgebote und wählte schließlich die Galerie Fischer in Luzern für die Auktion aus. Diese Auktion fand am 30. Juni 1939 statt und fand großes Interesse in der ganzen Welt. Allerdings waren die Ergebnisse für die Werke der verfemten Künstler ziemlich niedrig; denn es war bekannt geworden, dass Nazideutschland mit dem Verkauf seinen Devisenstatus verbessern wollte. Viele, aber nicht alle Werke wurden verkauft. Weitere Verkäufe von enteigneten Werken im Auftrag des Reiches wurden größtenteils durch die vier Kunsthändler Bernhard A. Böhmer, Karl Buchholz, Hildebrand Gurlitt, Ferdinand Möller sowie in geringerem Rahmen durch Paul Graupe, Karl Haberstock, Hansjoachim Quantmeyer und andere getätigt. Das Sammler-Ehepaar Sophie und Emanuel Fohn erwarb Werke sogenannter entarteter Kunst oder tauschte solche gegen Arbeiten von Künstlern aus dem 18. und 19. Jahrhundert. So entstand bereits während der NS-Zeit die Sammlung Sophie und Emanuel Fohn, die 1964 durch Schenkung in den Besitz der Bayerischen Staatsgemäldesammlung überging.
Ein Bestand an nicht verkauften Kunstwerken wurde am 20. März 1939 von der Berliner Feuerwehr in einer als Übung bezeichneten Aktion verbrannt. Dabei wurden fünftausend Gemälde, Plastiken, Zeichnungen, Aquarelle und Grafiken vernichtet.

„Nach dem Abschlußbericht, den Goebbels Hitler am 4. Juli 1939 gab, sollen die meisten Kunstwerke vernichtet oder magaziniert, ein Teil von 300 Gemälden und Plastiken sowie 3000 Graphiken ins Ausland verkauft worden sein.“

### PropagandafilmVenus vor Gericht
Die Nationalsozialisten arbeiteten das Thema auch in einen eigenen Propagandafilm ein: 1941 entstand Venus vor Gericht, mit dem Hans H. Zerlett als Regisseur und Drehbuchautor betraut war.

## Nachwirkungen

### Endgültige Verluste für die Museen
Viele deutsche Museen hatten in der Zwischenkriegszeit durch Ankauf und Schenkungen bedeutende Sammlungen Moderner Kunst erworben. Durch die Beschlagnahmen im Rahmen der Propaganda-Aktion „Entartete Kunst“ im Sommer 1937 wurde den Museen ein großer Teil ihres Bestandes entschädigungslos entzogen. So beklagte etwa der frühere Direktor der Hamburger Kunsthalle, Alfred Hentzen, den großen künstlerischen wie materiellen Verlust: „Der Ausbau [der Sammlung] geht nur langsam vorwärts, immer langsamer, je mehr unseren unzulänglichen Mitteln die Kunstmarkt-Preise davonlaufen, und es ist heute schon zu befürchten, daß manche schwere Lücke nicht mehr geschlossen werden kann. […] Die Erklärung für diese Mängel und Lücken ist die gleiche, die alle deutschen Museen geben müssen. Der Grundstock der zeitgenössischen Sammlung, den Gustav Pauli von 1914 bis 1933 sorgsam wägend aufgebaut hatte, ist 1937 durch Beschlagnahme und Verkauf vernichtet worden – in einem Ausmaße, daß in dieser Auswahl nur fünf Erwerbungen aus seiner Zeit auftauchen. […] Alles, was Pauli an Werken jüngerer Zeitgenossen erworben hatte, Hauptwerke von Munch, Nolde, Kirchner, Schmidt-Rottluff, Heckel, Kokoschka, Franz Marc, ja sogar ein Frühwerk der blauen Periode von Picasso, fiel dem Bildersturm zum Opfer und befindet sich heute in Museen und Privatsammlungen des Auslands. Der Verlust wird nie wieder ganz wettzumachen sein.“
Neben der zumeist zeitgenössischen „Entarteten Kunst“ fielen auch Werke zum Opfer, deren Sujet nicht mit der nationalsozialistischen Gesinnung zu vereinbaren war, darunter Werke etwa der Romantik und des deutschen Impressionismus. Otto H. Förster, der Kurator des Wallraf-Richartz-Museum, veräußerte unter anderem Werke von August Weber und Max Liebermann und kaufte Raubkunst, die nach 1945 zurückgegeben werden musste.
Die meisten Sammlungen zeigten nach 1945 kaum Interesse, die Lücken der Verkäufe und Kriegsverluste zu schließen, und konzentrierten sich auf Kunst ab dem Expressionismus.

### Vergessene verfemte Künstler
Viele der als entartet diffamierten Maler werden heute zu den „vergessenen Künstlern“ bzw. zur Verschollenen Generation gezählt, weil sie selber in Armut starben, zur Selbsttötung getrieben oder ermordet wurden und ihre Werke als „entartet“ konfisziert und größtenteils vernichtet wurden. Selbst denen, die überlebten, gelang es nach dem Zweiten Weltkrieg oftmals nicht mehr, wieder Anerkennung zu erlangen, weil sie sich in ihrem Stil zwar weiterentwickelt hatten, sich aber nicht mit den neuen Kunstrichtungen identifizieren wollten.
Zu den „vergessenen Künstlern“ gehören u. a. Jankel Adler, Walter Gramatté, Curt Grosspietsch, Maximilian Jahns, Rudolf Jahns, Richard Haizmann, Ludwig Haller-Rechtern, Fritz Heinsheimer, Werner Hofmann, Johannes Molzahn, Gerta Overbeck-Schenk, Curt Querner, Carl Rabus, Anita Rée, Florenz Robert Schabbon, Grete Schick, Fritz Schulze, Kurt Scheele, Erich Schmid, Georg Alfred Stockburger, Fritz Stuckenberg, Franz Wilhelm Seiwert, Kasia von Szadurska, Oscar Zügel, Werner Scholz und Josef Steiner.
Der Kunstsammler Gerhard Schneider erwarb seit Mitte der 1980er Jahre den Nachlass des 1942 gestorbenen Malers Valentin Nagel sowie realistisch-expressive Arbeiten anderer Künstler, die verfemt in Vergessenheit geraten waren und macht sie der Öffentlichkeit bekannt.
Das 2015 gegründete, von der Wuppertaler Else-Lasker-Schüler-Gesellschaft und dem Exil-Pen (P.E.N.-Zentrum deutschsprachiger Autoren im Ausland) initiierte Zentrum für verfolgte Künste in Solingen widmet sich der Aufarbeitung der vergessenen Künstler. Zu ihnen gehören neben bildenden Künstlern auch Schriftsteller, Musiker, Komponisten, Schauspieler, Tänzer usw. Das Zentrum für verfolgte Künste zeigt in zwei Dauerausstellungen die vergessenen Künstler aus den Bereichen Malerei und Literatur und ergänzt in Wechselausstellungen das Thema.

## Forschungsprojekt
Eine Forschungsstelle „Entartete Kunst“ wurde im Frühjahr 2003, initiiert und hauptsächlich finanziert von der Ferdinand-Möller-Stiftung, am Kunsthistorischen Institut der Freien Universität Berlin ins Leben gerufen. Die Leitung obliegt Klaus Krüger, die Koordinatorin ist Meike Hoffmann unter Mitarbeit von Andreas Hüneke. Im April 2004 entstand ein gleichnamiges Schwesterprojekt am Kunsthistorischen Seminar der Universität Hamburg. Im Fokus der Forschungen stehen die Methoden nationalsozialistischer Kunstpolitik, insbesondere Vorgeschichte, Ereignisse sowie Auswirkungen der Beschlagnahme moderner Kunstwerke in deutschen Museen 1937. Eingebunden darin sind Recherchen zu den Femeausstellungen moderner Kunst seit 1933 und zu der Propagandaschau „Entartete Kunst“ mit ihren zahlreichen Stationen zwischen 1937 und 1941. Darüber hinaus werden das Schicksal der betroffenen Künstler, die Strategien der Museumsleiter und die Rolle der Kunsthändler dabei erforscht. Wichtiges Ziel ist die Erstellung eines Gesamtverzeichnisses aller beschlagnahmten Werke der „Entarteten Kunst“. Eine Schriftenreihe gibt den Forschungsstand wieder. Ein weiterer Schwerpunkt des Projekts liegt auf der universitären Lehre zur Provenienzforschung. Hinzu kommt die praktische Anleitung zum Umgang mit Primärquellen und zur Auswertung von Archivmaterial sowie die Kooperation mit Berliner Museen und Institutionen, die sich mit nationalsozialistischer Raubkunst und Restitution beschäftigen.

## Ausstellungen in memoriam
- Berliner Skulpturenfund
Bei archäologischen Rettungsgrabungen vor dem Bau des U-Bahnhofs Rotes Rathaus in der Rathausstraße gegenüber dem Roten Rathaus, wurden 2010 elf Skulpturen entdeckt, die 1937 für die Ausstellung „Entartete Kunst“ beschlagnahmt worden waren. Es handelt sich nach Angaben der Stiftung Preußischer Kulturbesitz unter anderem um Bronzen von Edwin Scharff, Otto Baum, Marg Moll, Gustav Heinrich Wolff, Naum Slutzky und Karl Knappe sowie um Teile von Keramikarbeiten von Otto Freundlich und Emy Roeder. Sie wurden in einer Ausstellung mit dem Titel Der Berliner Skulpturenfund. ‚Entartete Kunst‘ im Bombenschutt gezeigt, die ab dem 9. November 2010 im Griechischen Hof des Neuen Museums auf der Museumsinsel[24] und danach als Wanderausstellung gezeigt. Außerdem wird anhand von Resten gemutmaßt, dass in dem bis zur Ausgrabung unbekannten Depot auch 200 bis 300 Gemälde und Grafiken eingelagert waren, die den Brand des Hauses im Jahr 1944 nicht überstanden. Die Werke kamen wahrscheinlich auf Lastkraftwagen an den Fundort, wie eine Notiz über „sieben Meter Ladung“ verrät.[25]
- 5. Juni bis 28. August 2011, Kulturforum Burgkloster, Lübeck
1933–45. Verfolgt – Verfemt – Entartet. Werke aus der Sammlung im Willy-Brandt-Haus, Berlin.[26]
- Zufallsfund weiterer sechs Skulpturen
Am 13. März 2012 stellten das Museum für Vor- und Frühgeschichte und die Forschungsstelle „Entartete Kunst“ der Freien Universität in Berlin sechs weitere Funde der Öffentlichkeit vor. Bei diesen sechs Skulpturen handelt es sich um Frommer Mann von Karel Niestrath, Sitzendes Mädchen von Will Lammert, Figur von Richard Haizmann, Stehender weiblicher Akt von Gustav Heinrich Wolff, Reiter von Fritz Wrampe und Mädchen mit Traube von Karl Ehlers. Diese sechs Skulpturen waren bis zum 18. März 2012 ebenfalls in der Ausstellung Der Berliner Skulpturenfund zu besichtigen und wurden anschließend in Hamburg ausgestellt.[25][27]
- War einmal ein Bumerang. Der Maler Joachim Ringelnatz kehrt zurück. 29. April bis 17. Juli 2016 im Zentrum für verfolgte Künste, Solingen.[21]
- SPOT ON: 1937. Die Aktion ‚Entartete Kunst‘ in Düsseldorf. Museum Kunstpalast. 14. Juli 2017 bis 14. Juli 2018[28]

## Schwabinger Kunstfund 2012
Im November 2013 wurde bekannt, dass im Februar 2012 in der Wohnung des Sohns von Hildebrand Gurlitt im Münchner Stadtteil Schwabing 1285 ungerahmte und 121 gerahmte Bilder, die als verschollen galten, gefunden wurden. Gurlitt war einer der Kunsthändler, der während der Zeit des Nationalsozialismus mit der Verwertung beschlagnahmter Werke beauftragt war. Laut einem Bericht des Nachrichtenmagazins Focus befinden sich darunter Werke von Pablo Picasso, Henri Matisse, Marc Chagall, Emil Nolde, Franz Marc, Max Beckmann und Max Liebermann. Laut einem Bericht der Süddeutschen Zeitung ist die Kulturhistorikerin Meike Hoffmann beauftragt worden, die genaue Herkunft der Werke zu recherchieren. So sollen mindestens 300 der aufgetauchten Werke zur Entarteten Kunst gehören. Für mindestens 200 Werke sollen offizielle Suchmeldungen vorliegen.